# Hou Hanshu
Hou Hanshu (traditionell kinesiska:後漢書, förenklad kinesiska:后汉书, pinyin:Hòu Hàn-shū; Historia över senare handynastin) är en av Fan Ye sammanställd officiell kinesiskt historik över den senare (eller östra) Handynastin (25-220).
Hou Hanshu ingår i vad som brukar kallas De fyra tidiga historieverken (前四史); de övriga är Shiji, Hanshu och Sanguo Zhi. Dessa fyra i sin tur räknas som del av De tjugofyra historieverken (二十四史).
Fan Ye använde sig av ett antal tidigare historieverk, däribland Shiji av Sima Qian och Hanshu av Ban Gu, samt många andra varav de flesta ej har bevarats i fullständigt skick. 